# Bill Deal & the Rhondells
Bill Deal & The Rhondells war eine US-amerikanische Gesangsgruppe, die Ende der 60er-Jahre in New York gegründet wurde.

## Geschichte
Sowohl in Instrumentierung als auch in Musik- und Vokalstil lehnte sich die siebenköpfige Formation an die Gruppen der späten 50er- und frühen 1960er-Jahre an. Dieser „Oldiestil“ führte 1969 zum größten Erfolg. Ihr Hit What Kind Of Fool Do You Think I Am war bereits 1964 ein Hit für die The Tams gewesen.

## Mitglieder
- William „Bill“ Deal (Gesang, Keyboard)
- Ammon Tharpe (Gesang, Schlagzeug)
- Michael Kerwin (Trompete)
- Jeffrey Pollard (Trompete)
- Donald Queinsenburry (Bassgitarre)
- Ronald Rosenbaum (Posaune)
- Robert Fischer (Gitarre)

## Diskografie

### Alben
- 1969: Bill Deal and the Rhondels
- 1970: The Best of Bill Deal & The Rhondels

### Singles
| Jahr | Titel Album                         | Höchstplatzierung, Gesamtwochen, AuszeichnungChartsChartplatzierungen (Jahr, Titel, Album, Platzierungen, Wochen, Auszeichnungen, Anmerkungen) | Anmerkungen |
| Jahr | Titel Album                         | US | Anmerkungen |
| ---- | ----------------------------------- | --- | ----------- |
| 1969 | May I                               | US39 (10 Wo.)US |             |
| 1969 | I’ve Been Hurt                      | US35 (10 Wo.)US |             |
| 1969 | What Kind of Fool Do You Think I Am | US23 (9 Wo.)US |             |
| 1969 | Swingin’ Tight                      | US85 (5 Wo.)US |             |
| 1970 | Nothing Succeeds Like Success       | US62 (7 Wo.)US |             |